# Lütisburg
Lütisburg es una comuna suiza del cantón de San Galo, ubicada en el distrito de Toggenburgo. Limita al norte con las comunas de Jonschwil y Oberuzwil, al este con Degersheim, al sureste con Neckertal, al sur con Ganterschwil y Bütschwil, y al oeste con Mosnang y Kirchberg. 